# Lysander Spooner

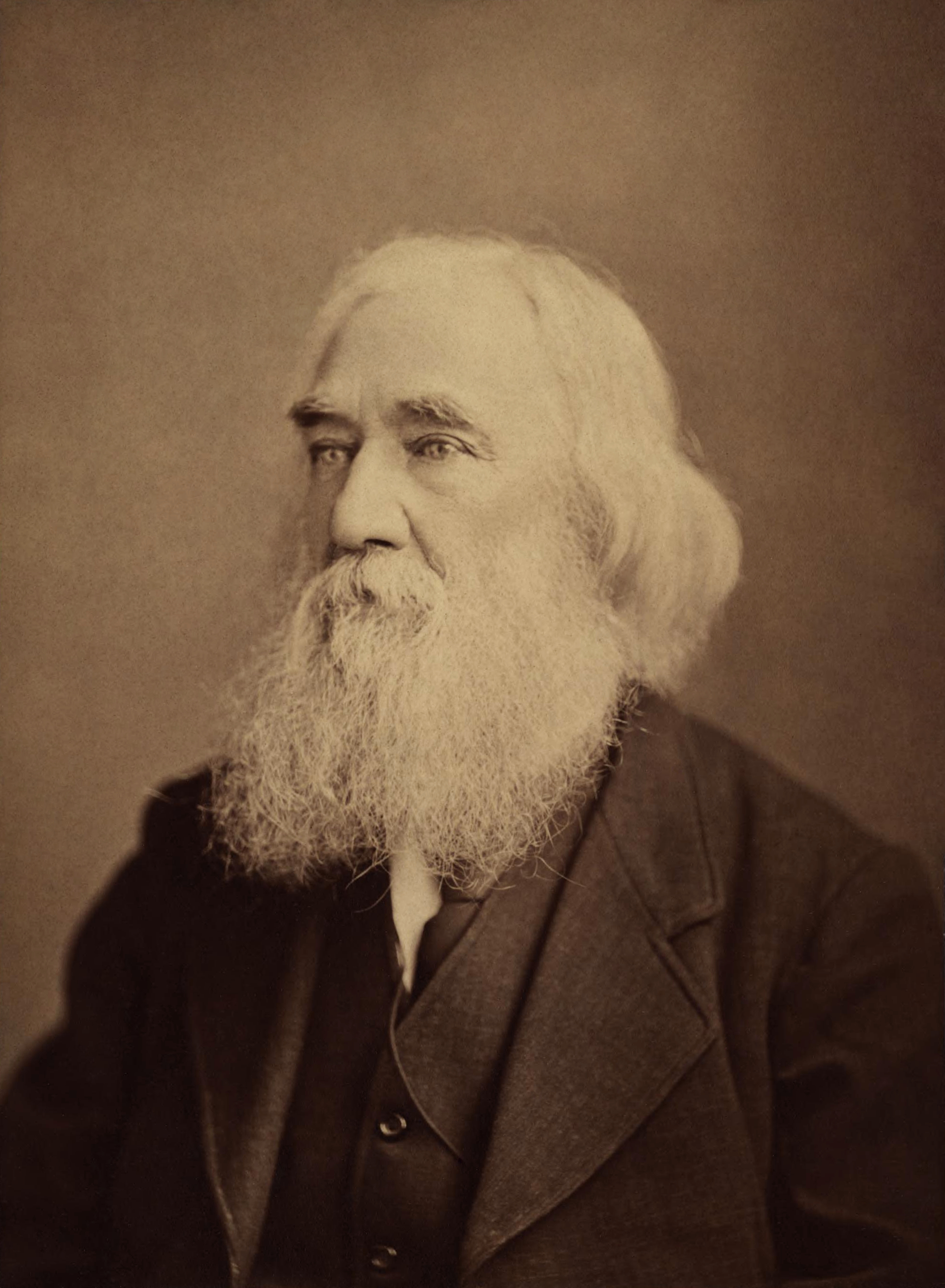
Lysander Spooner

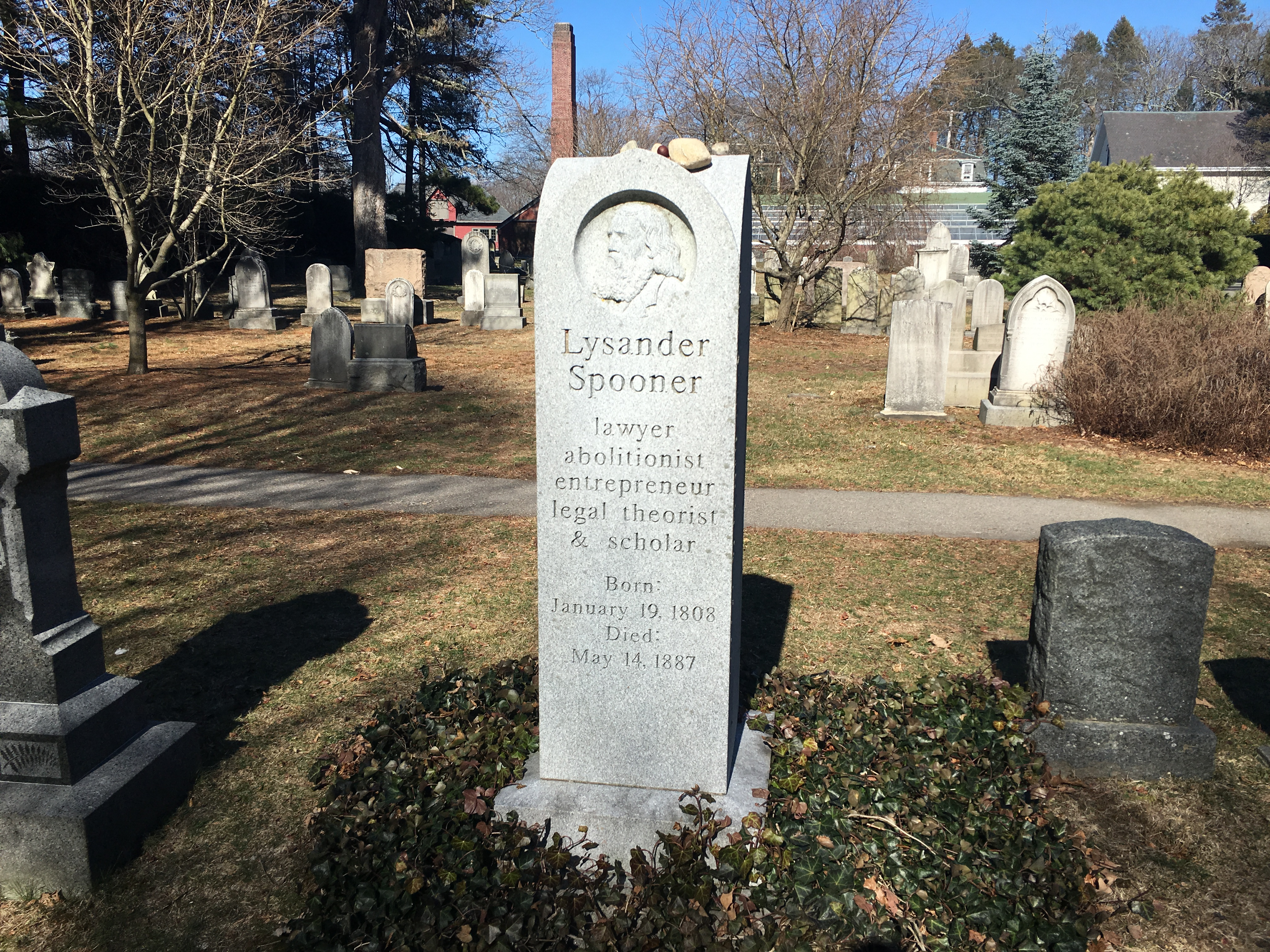
Grabstein

Lysander Spooner (* 19. Januar 1808 in Athol, Massachusetts; † 14. Mai 1887 in Boston) war Rechtsphilosoph und Unternehmer.
Er war ein wichtiger Vertreter des amerikanischen individualistischen Anarchismus des 19. Jahrhunderts und Gegner der Sklaverei. Als seine wichtigsten Werke gelten The Unconstitutionality of Slavery und No Treason. The Constitution of No Authority. Die Arbeiten von Lysander Spooner üben auch heute noch einen wesentlichen Einfluss auf den modernen Libertarismus aus.

## Karriere
Spooner studierte unter den renommierten Anwälten John Davis und Charles Allen Recht, ohne jemals ein College zu besuchen. Seine Berufstätigkeit als Anwalt war somit aufgrund der Gesetze in Massachusetts illegal, da diese ein Studium von fünf Jahren bei einem Anwalt oder ein College Diplom forderte. Er widersetzte sich dem Gesetz, eröffnete eine Anwaltskanzlei und sprach sich wiederholt gegen den Berufsprotektionismus in allen Branchen aus, welchen er als Schutz der Reichen vor Konkurrenz der Armen ansah. Lizenzen und Restriktionen von bestimmten Berufen lehnte er als Verletzung der Vertragsfreiheit ab.
1844 gründete Spooner die American Letter Mail Company, welche in direkter Konkurrenz mit dem durch das Briefmonopol geschützten US Postal Service operierte. Die American Letter Mail Company bot landesweiten Versand von Briefpost zum Preis von nur 6¼ Cent pro halbe Unze an, günstiger als der US Postal Service.
Der Rechtsstreit aufgrund des geltenden Briefmonopol zwang Spooner 1851 zur Schließung seines Unternehmens.

## Werke
- The Deist's Immortality, and An Essay On Man's Acountability For His Belief (1834)
- "To the Members of the Legislature of Massachusetts" (1835)
- The Deist's Reply to the Alleged Supernatural Evidences of Christianity (1836)
- Constitutional Law, Relative to Credit, Currency, and Banking (1843)
- The Unconstitutionality of the Laws of Congress, Prohibiting Private Mails (1844)
- The Unconstitutionality of Slavery (1845, 1860)
- Poverty: Its Illegal Causes, and Legal Cure. Part I (1846)
- Who caused the Reduction of Postage? Ought He To Be Paid? (1850)
- Illegality of the Trial of John W. Webster (1850)
- A Defence for Fugitive Slaves, Against the Acts of Congress of February 12, 1793, & September 18, 1850 (1850)
- An Essay on the Trial by Jury (1852)
- The Law of Intellectual Property (1855)
- A Plan for The Abolition of Slavery (and) To The Non-Slaveholders of the South (1858)
- Address of the Free Constitutionalists to the People of the United States (1860)
- A New System of Paper Currency (1861)
- Our Mechanical Industry, As Affected By Our Present Currency System: An Argument for the Author's New System of Paper Currency (1862)
- Articles of Association of the Spooner Copyright Company for Massachusetts (1863)
- Letter To Charles Sumner (1864)
- Considerations for Bankers, and Holders of United States Bonds (1864)
- No Treason. No. I (1867)
- No Treason. No. II, The Constitution (1867)
- No Treason. No. VI, The Constitution of No Authority (1870)
- Vices Are Not Crimes: A vindication of Moral Liberty (1875)
- Our Financiers: Their Ignorance, Usurpations, and Frauds (1877)
- The Law of Prices: A Demonstration of The Necessity for an Indefinite Increase of Money (1877)
- Gold and Silver as Standards of Value: The Flagrant Cheat in Regard to Them (1878)
- Universal Wealth Shown to be Easily Attainable. Part First (1879)
- Revolution: The Only Remedy for the Oppresed Classes of Ireland, England, and Other Parts of the British Empire. No. 1 (1880)
- Natural Law; or The Science of Justice: A Treatise on Natural Law, Natural Justice, Natural Rights, Natural Liberty, and Natural Society; Showing That All Legislation Whatsoever Is An Absurdity, A Usurpation, and A Crime. Part First (1882)
- A Letter to Thomas F. Bayard: Challenging His Right - And that of All the Other So-Called Senators and Representative in Congress - To Exercise Any Legislative Power Whatever Over the People of the United States (1882)
- A Letter to Scientists and Inventors, on the Science of Justice, and Their Right of Perpetual Property in Their Disclosures and Inventions (1884)
- A Letter to Grover Cleveland, on His False Inaugural Addrewss, The Usurpations and Crimes of Lawmakers and Judges, and the Consequent Poverty, Ignorance, and Servitude of the People (1886)